# Haut-Bocage
Haut-Bocage é uma comuna francesa na região administrativa de Auvérnia-Ródano-Alpes, no departamento Allier. Estende-se por uma área de 70,64 km². Em 2010 a comuna tinha 898 habitantes (densidade: 12,7 hab./km²).
A municipalidade foi estabelecida em 1 de janeiro de 2016 e consiste na fusão das antigas comunas de Maillet, Givarlais e Louroux-Hodement.